# ʿOmar ibn al-Khaṭṭāb
ʿOmar (o ʿUmar) ibn al-Khaṭṭāb (in arabo عمر بن الخطّاب‎?; La Mecca, 585 circa – Medina, novembre 644) fu il secondo califfo islamico dopo Abū Bakr. Resse la Umma dal 634 fino al suo assassinio.

## Prima della conversione

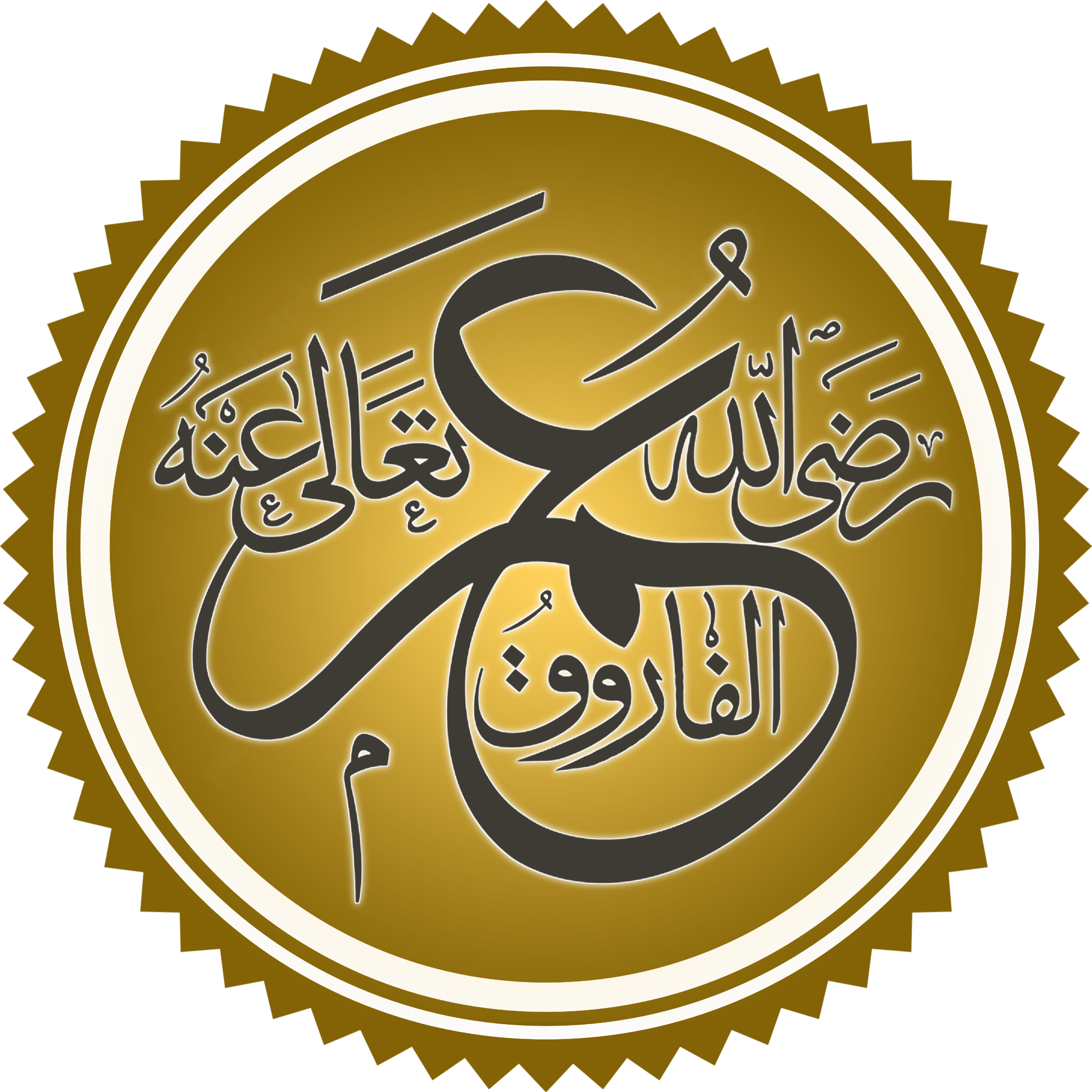
Calligrafia di Omar

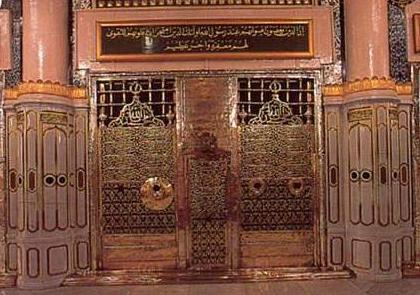
Umar fu inumato accanto a Maometto: onore che prima di lui fu riservato anche ad Abū Bakr. Il sepolcro si trova all'interno della Moschea del Profeta di Medina. La prima finestra da destra permette di osservarne il sacello (vuoto, in base alle usanze islamiche che prevedono l'inumazione sotto il sacello, nella nuda terra).

Appartenente al clan meccano dei Banu 'Adi, della tribù dei Bànu Quraysh, ʿOmar non fu uno dei primissimi convertiti e, anzi, si distinse inizialmente per un acceso odio nei confronti dell'Islam (per questo è chiamato da qualche studioso il San Paolo dell'Islam). Si tramanda che la sua conversione fosse avvenuta in seguito a un apprezzamento di un suo concittadino, come lui pagano, che gli avrebbe detto che la sua ostilità nei confronti della religione predicata da Maometto avrebbe dovuto esprimersi anche all'interno della famiglia di ʿOmar e nei confronti della sorella Fāṭima, diventata musulmana.
Precipitatosi in casa, avrebbe sorpreso la sorella intenta a leggere uno scritto. Dopo averla schiaffeggiata, provocandole una sanguinosa ferita, Omar si sarebbe vergognato del suo gesto tanto vile e avrebbe chiesto di conoscere il contenuto dello scritto. Erano i primi otto versetti della sūra XX del Corano, detta Ta-Ha: 
(trad. Alessandro Bausani, Il Corano, Firenze, Sansoni, 1955; poi Milano, Rizzoli, ed. varie)

## Il califfato

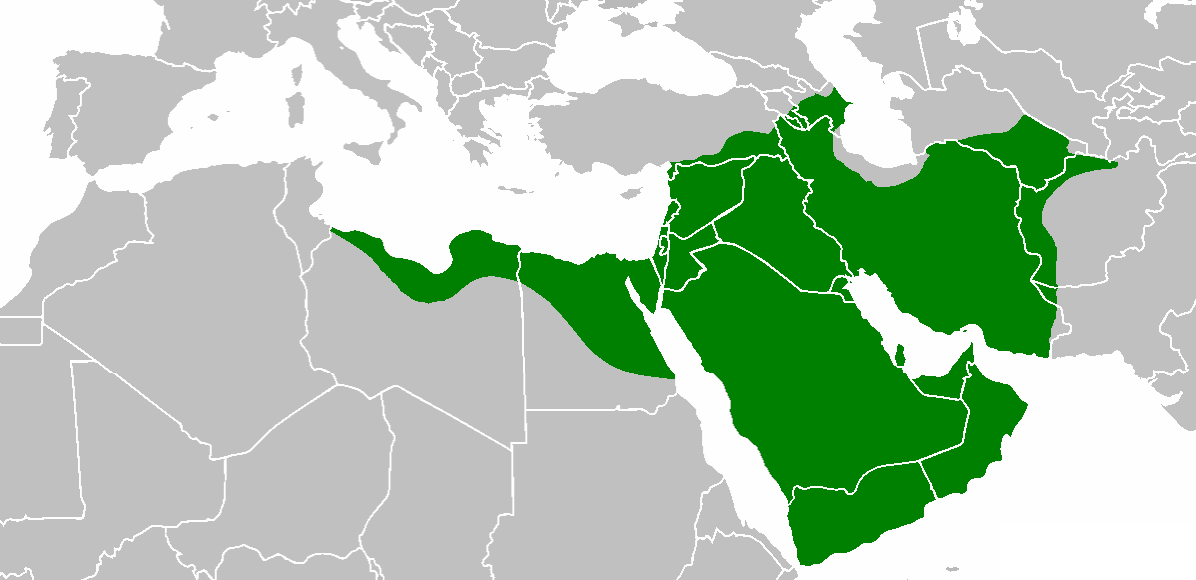
Estensione del regno durante il califfato di Umar ibn al-Khaṭṭāb

Organizzò le prime incursioni nei territori arabofoni sotto diretto o indiretto controllo dei Bizantini e dei persiani Sasanidi. Di fronte all'inconsistenza della reazione i piani iniziali che prevedevano probabilmente una semplice serie di razzie e, al massimo, l'assoggettamento a tributo dei sedentari installati a ridosso della steppa (bādiya) arabo-siriana, si trasformarono in vere e proprie operazioni di conquista. Caddero così sotto il potere islamico la Siria-Palestina, l'Egitto, la Mesopotamia e la Persia occidentale.
In tali imprese si misero in luce lo stesso Abū ʿUbayda b. al-Jarrāḥ, Yazīd b. Abī Sufyān, Shuraḥbīl b. Ḥasana, ʿAmr b. al-ʿĀṣ e, più di tutti, Khālid b. al-Walīd, recente trionfatore nella guerra della ridda nel corso del precedente califfato.
ʿOmar creò la prima struttura amministrativa dello Stato islamico, tanto civile quanto militare, facendo predisporre appositi registri (dīwān, pl. dawāwīn, ovvero daftar, pl. dafātir) tenuti in ordine da personale che scriveva in greco, ebraico, aramaico, copto o persiano (visto lo stato imperfetto della lingua araba scritta) che, di conseguenza, era per lo più cristiano, israelita o zoroastriano. Fu sempre ʿOmar, per le medesime finalità burocratiche, a disporre che, come anno 1 del calendario islamico, fosse fissato l'anno in cui Muḥammad aveva ordinato l'egira dei primi musulmani (622).
Con lui si cominciò a usare la fortunata espressione "Principe dei credenti" (Amīr al-muʾminīn), per evitare che la lunga espressione Khalīfat rasūl Allāh (Successore dell'Inviato di Dio) per indicare il califfo, diventasse ancor più lunga, vista la tendenza iniziale a chiamarlo Khalīfat khalīfat Rasūl Allāh (Successore del successore dell'Inviato di Dio).
ʿOmar morì sotto i colpi di lama d'uno schiavo di nome Abū Luʾluʾa Fayrūz al-Nihāwandī,, preso prigioniero in guerra, un atto nel quale non è possibile scorgere una qualsiasi motivazione politica. Era però la prima fine violenta d'un successore del Profeta e non sarebbe stata l'ultima.
Fece appena a tempo, prima di morire, a ordinare che il suo successore fosse designato da un Consiglio (Shūrā) formato dai Compagni del Profeta sopravvissuti. Fu sepolto accanto ad Abū Bakr che, a sua volta, era stato inumato accanto al Profeta in quella che è poi divenne la Moschea del Profeta.
La sua famosa spada, Dhū l-Wishāḥ (Quella dalla cintura gemmata) fu ereditata dal figlio ʿUbayd Allāh, per poi essere comprata da Muʿāwiya b. Abī Sufyān.

## L'amministrazione politica
L'autorità politica sovrana era il califfo. L'impero di ʿUmar era diviso in province e in alcuni territori autonomi. Le province erano amministrate dai governatori provinciali. Le province erano ulteriormente suddivise in distretti. Altri funzionari a livello provinciale furono:
1. Kātib, funzionario principale (lett. "Segretario").
2. Kātib al-dīwān, il segretario militare.
3. Ṣāḥib al-kharāj, l’esattore delle imposte
4. Ṣāḥib al-aḥdāth, il capo della polizia.
5. Ṣāḥib Bayt al-māl, l'ufficiale del tesoro
6. Qāḍī, il giudice capo

Al momento della nomina veniva emesso un documento di istruzioni al fine di regolare la condotta dei governatori. Assumendo un incarico, il Governatore doveva riunire le persone nella moschea principale e leggere le istruzioni davanti a loro.
Le istruzioni generali di ʿUmar ai suoi ufficiali furono: 
“Ricorda, non ti ho nominato comandante né tiranno sulla gente. Ti ho inviato come leader, in modo che le persone possano seguire il tuo esempio. Dà ai musulmani i loro diritti e non opprimerli per timore di subire abusi. Non lodarli eccessivamente, affinché non cadano nell'errore di presunzione. Non tenere le tue porte chiuse lasciando che il più potente di loro mangi i più deboli. E non comportarti come se fossi superiore a loro, perché è la tirannia su di loro.”
Vari governanti e funzionari di Stato dovevano obbedire a diversi altri severi codici di condotta. I principali ufficiali dovevano recarsi alla Mecca in occasione del Ḥajj, durante il quale le persone erano libere di presentare reclami contro di loro. Per minimizzare le possibilità di corruzione, ʿUmar aveva anche aumentato i salari al personale.
Umar fu il primo a istituire un dipartimento speciale per l'investigazione delle denunce contro gli ufficiali dello Stato. Questo dipartimento agiva come tribunale amministrativo, dove i procedimenti giudiziari erano diretti personalmente da ʿUmar. A volte veniva costituita una commissione di inchiesta per indagare sull'accusa. ʿUmar era noto per il servizio di intelligence attraverso il quale rendeva responsabili i suoi funzionari. Egli era, inoltre, un pioniere in alcuni affari:
1. Fu il primo a introdurre il sistema burocratico di conservare i registri relativi ai funzionari e soldati.
2. Fu il primo a nominare forze di polizia per mantenere l'ordine pubblico.
3. Fu il primo a far impartire punizioni alle persone divenute indisciplinate.

Un altro aspetto importante del governo di ʿUmar era quallo di proibire ai suoi governatori e agenti di impegnarsi nel commercio o in qualsiasi tipo di rapporti d'affari mentre si trovavano in una posizione di potere.

## Le riforme
Intraprese numerose riforme amministrative e supervisionò da vicino la politica pubblica. Stabilì un'amministrazione avanzata per le terre di nuova conquista, incluse diverse nuove strutture amministrative e relative burocrazie, e ordinò un censimento di tutti i territori musulmani.
Permise anche alle famiglie ebree di stabilirsi a Gerusalemme. Ordinò che cristiani ed ebrei fossero trattati bene e fosse assegnata loro la quantità equivalente di terra nei loro nuovi insediamenti, rispetto a quella espropriata loro. Fu il primo a organizzare su base stabile l'esercito.
Nel 641, fondò il Bayt al-māl, o erario, e accordò un'indennità ai soldati e alle famiglie dei caduti. ʿUmar era noto per il suo stile di vita semplice e austero e continuò a vivere come aveva fatto in precedenza.
Nel 638, l'Arabia patì una grave carestia. Le riserve di cibo a Medina iniziarono conseguentemente a esaurirsi. ʿUmar ordinò carovane di rifornimenti dalla Siria e dall'Iraq e supervisionò personalmente la loro distribuzione. Le sue azioni salvarono numerose vite in tutta l'Arabia. Per gli sfollati, ʿUmar offriva una cena ogni sera a Medina, che secondo una stima assolutamente improbabile - visti i assai contenuti numeri degli Arabi in quell'epoca - avrebbe visto la partecipazione di oltre centomila persone.
Dai fondi raccolti nel Bayt al-māl si prelevava quanto era necessario per aiutare i poveri musulmani e non musulmani, bisognosi, anziani, orfani, vedove e disabili. Il Bayt al-māl funzionò per centinaia di anni sotto il Califfato dei Rashīdūn (632-661) e continuò anche nel periodo degli Omayyadi (661-750) e nell'età abbaside.
Quando nuovi territori furono annessi alla Umma, beneficiarono anch’essi del libero commercio, caratterizzato dalla tassazione dei guadagni di ogni individuo. I musulmani pagavano la zakāt sulle loro ricchezze per poterne lecitamente fruire. In base alla cosiddetta Costituzione di Medina, redatta da Maometto, gli ebrei e i cristiani continuarono fino al 630 a fruire di tali vantaggi e ad amministrare in modo autonomo il loro status giuridico e religioso.

## Il periodo successivo
ʿUmar, nel momento in cui era agonizzante per le ferite ricevute da uno schiavo, nominò un comitato di sei persone che aveva il compito di nominare il suo successore. Tutti e sei erano tra le dieci persone cui, secondo la tradizione, era stato promesso il paradiso.
Da quella shūra (Consiglio), coordinato dal figlio del Califfo, che non era candidato per volere paterno, uscì eletto 'Uthman ibn 'Affan.